# Delirious New York
Delirious New York (Nueva York Delirante) es una novela histórica sobre la ciudad de Manhattan escrita por el arquitecto holandés Rem Koolhaas en 1978.   
La novela (un manifiesto retroactivo, según el autor), narra el mítico nacimiento de la ciudad de Manhattan, a partir de lo que el autor llama, la "cultura de la congestión".  
¿Cómo escribir un manifiesto -sobre una forma de urbanismo para el último cuarto del siglo XX- en una época hastiada de ellos? La funesta debilidad de los manifiestos es su inherente falta de pruebas. El problema de Manhattan es todo lo contrario: es una montaña de pruebas sin manifiesto. Este libro se concibió en la intersección de estas dos observaciones: se trata de un manifiesto retroactivo para Manhattan.  
Aunque los primeros rascacielos se construyeron en Chicago, Koolhaas explica cómo Nueva York se convirtió, entre 1850 y 1930, en el verdadero laboratorio de la modernidad. Un inusual aumento de la población en la zona, la espectacular bonanza económica y una serie de avances tecnológicos como el elevador y el teléfono, dieron origen en Nueva York, al rascacielos como se conoce actualmente.  
El libro incluye un epílogo con proyectos teóricos en la ciudad de Manhattan de Rem Koolhaas y la Office for Metropolitan Architecture, formada en ese entonces por Elia Zenghelis, Madelon Vriesendorp y Zoe Zenghelis.  
Las imágenes del libro, entre ellas la portada, una imagen del edificio Chrysler y el Empire State Building en la cama, siendo observados por el Rockefeller Center son de Madelon Vriesendorp.
El libro se convirtió rápidamente en un clásico de la arquitectura y el urbanismo contemporáneos. 

## Referencia bibliográfica de la edición en español de 1994
Delirio de Nueva York
- Autor: Rem Koolhaas
- Imágenes: Madelon Vriesendorp
- Editorial: Gustavo Gili
- Barcelona, 2004
- Páginas: 320 (23x16.5 cm)
- Precio aproximado: 33.65 euros (España, 2007)
- ISBN: 84-252-1966-3
- Depósito Legal:nada más B.22.885-2004
- Traductor: Jorge Sainz